# Джеффрі Бербідж
Джеффрі Рональд Бербідж (англ. Geoffrey Ronald Burbidge; 24 вересня 1925́— 26 січня 2010) — англійський астроном.
Родився в Чиппінг-Нортоні (Англія). Освіту здобув у Бристольському і Лондонському університетах. У 1950—1951 працював у Лондонському університеті, в 1951—1952 роках — у Гарвардському університеті (США), в 1953—1955 роках — у Кавендішській лабораторії Кембриджського університету, в 1955—1957 роках — в обсерваторіях Маунт-Вілсон і Маунт-Паломар, в 1957—1962 роках — в університеті Чикаго, в 1962—1978 роках — у Каліфорнійському університеті в Сан-Дієго (з 1963 професор). З 1978 року працював у Національній обсерваторії Кітт-Пік (у 1978—1984 роках — директор). Редактор щорічних оглядів «Annual Review of Astronomy and Astrophysics» (з 1974).
Член Лондонського королівського товариства (1968).
Премія ім. Г.Ворнер Американського астрономічного товариства (1959, спільно з Е. М. Бербідж). Медаль Кетрін Брюс (1999).